# Garrett Haar
Garrett Haar, född 16 augusti 1993, är en amerikansk före detta professionell ishockeyspelare (back).
Garrett draftades av Washington Capitals som 207:e spelare totalt i NHL Entry Draft 2011, men spelade varken någon match i National Hockey League eller i dess farmarliga American Hockey League.